# علي فيلشي يصيب الهدف
كان برنامج علي فيلشي على الهدف (المعروف سابقًا باسم المال الحقيقي مع علي فيلشي ) برنامجًا يوميًا مدته ثلاثون دقيقة على قناة الجزيرة أمريكا يستضيفه علي فيلشي ‏ ويركز على الشؤون الجارية ويوفر السياق والتحليل حول القضايا السياسية والاقتصادية الحالية إلى جانب المقابلات.
صور العرض وإنتج في مدينة نيويورك وكان يتشارك في الأصل مساحة الاستوديو مع Consider This، وهو عرض آخر على قناة الجزيرة أمريكا. يتم بث برنامج Real Money في تمام الساعة 10:30 مساءً بالتوقيت الشرقي من الاثنين إلى الجمعة مع إعادة عرضه أثناء الليل وفي عطلات نهاية الأسبوع.
وشهد العرض ظهور ضيوف مثل سوزي أورمان وآخرين. في غياب فيلشي، المضيف البديل للعرض هو ديفيد شوستر ‏ . منتج العرض هو رئيس قسم الأخبار التجارية جون ميهان.
كما تم تقديم العرض أيضًا من مناسبة إلى موقع مع Velshi عادةً في المؤتمرات الاقتصادية وغيرها من الأماكن. كما تم استضافة العرض في الماضي من استوديوهات الجزيرة أميركا في متحف النيوزيام في واشنطن العاصمة.

## تاريخ
كان برنامج "المال الحقيقي" مع علي فيلشي هو أول برنامج تم الإعلان عنه على قناة الجزيرة أميركا بعد وقت قصير من تعيينهم لفيلشي من شبكة سي إن إن . في شبكة CNN، كان فيلشي هو المضيف لفترة طويلة لبرنامج يسمى أموالك. قبل إطلاق قناة الجزيرة أميركا، كان من المقرر في الأصل أن يبدأ العرض كبرنامج أسبوعي ثم يتطور إلى برنامج يومي بحلول نهاية عام 2013، لكن العرض انتهى به الأمر ليصبح برنامجًا يوميًا مع إطلاق القناة.
في 11 مايو، تم تغيير العلامة التجارية للعرض إلى علي فيلشي على الهدف . يركز العرض الجديد على كل من الاقتصاد والسياسة بتنسيق أكثر قوة.